# Julien Chaisse
Julien Chaisse (en chino: 夏竹立; nacido 1976 en Aviñón, Francia) es profesor de derecho en la Universidad de la ciudad de Hong Kong, especializando en ley internacional, con una atención especial encima globalización y en ventaja digital.

## Educación
Chaisse Recibió su LLB grado de la Facultad de Ley y Ciencia Política, Universidad de Aix-Marsella en 1998. Gane el grado de su maestro de la Universidad de Tübingen en 1999 y un LLM grado de la Universidad de Rennes 1 en 2000. En 2004, Chaisse empezó su doctoral disertación en el Institut d'etudes politiques d'Aix-en-Provence de Paul Cézanne Universidad Aix-Marseille III, donde devenga afiliado como profesor y investigador.

## Actividades académicas
De 2007 a 2010, Chaisse era en el Instituto de Comercio Mundial en Suiza para coordinar un proyecto en multilateral reglas encima inversión, cuando Alterna Dirigente del NCCR-el proyecto Individual de Control de Comercio 11 (2007@–2009). En 2009, Chaisse unió la Facultad nuevamente establecida de Ley en la Universidad china de Hong Kong (CUHK), y en 2013 Director devenido del Centro para Control Financiero y Desarrollo Económico. Chaisse  las experiencias que viven en Asia y Suiza, con su disparate condiciones respecto de la disponibilidad de agua dulce, le dirigió para defender para el desarrollo de "un marco legal global a oversee el negocio de agua suministradora, particularmente a través de fronteras". Bajo este interés, Chaisse ha aconsejado varios gobiernos nacionales en crafting agua-contratos de inversión.
Chaisse Editado y contribuido al festschrift para Mitsuo Matsushita en 2016, incluyendo un capítulo en la pieza que examina leyes económicas internacionales potencialmente regulando Estatales-Controló Entidades y Fondos de Riqueza Soberana, y destacando "un riesgo considerable de incoherencia" para sus operaciones. Chaisse Y Sufian Jusoh  2016 libro, El ASEAN Acuerdo de Inversión Comprensible: El Regionalization de Leyes y Política en Inversión Extranjera, era positivamente revisado en Revisión de Comercio Extranjero, cuando era Chaisse, Jusoh, y Tomoko Ishikawa  2017 libro, Asia está Cambiando Régimen de Inversión Internacional: Sostenibilidad, Regionalization, y Arbitraje.
En 2019, Chaisse unió la Escuela de Ley, Universidad de Ciudad de Hong Kong. En el 2020 Tiempo Educación más Alta (EL) Ley Rankings, Universidad de Ciudad de Escuela de Hong Kong de Ley era ranked junta 25.º en el mundo. Chaisse  la estrategia de Inversión Internacional de 2019 China de libro (Oxford Prensa Universitaria) recibió importante aclama como "una contribución inestimable a nuestro entendiendo de la estrategia de ley de inversión internacional de China a través de doméstico, niveles regionales y globales bilaterales" y "un mosto-tener para todo quiénes desean o necesidad de entender disputas de inversión relacionadas en China. Esto será desde hace muchos años para venir un trabajo importante para becarios de China y practicantes igualmente". A 2020 2020[actualización],  sirve tan coeditor-en-jefe de la Asia Pacific Revisión de Ley.

## Premios e influencia
Chaisse Recibió el CUHK Premio de Excelencia de la Búsqueda en 2012. Reciba el CUHK el premio de Enseñanza Ejemplar del vicerrector en 2015. En reconocimiento de su contribución académica importante a ley internacional, Chaisse recibió el CUHK  el premio de Investigador del Young del vicerrector 2017.
En 2021, Chaisse estuvo otorgado la Décima planta anual Smit-Lowenfeld Premio qué está otorgado anualmente por el Club de Arbitraje Internacional de Nueva York para reconocer el artículo excepcional publicado en el año anterior en cualquier aspecto de arbitraje internacional. Una los rangos del Premio Recipients quiénes son sólo abogados superiores, incluyendo Nicolas Ulmer, Charles H. Brower II, Gary Nacido, Stephen Fietta & James Upcher, Catharine Titi, Louie Llamzon & Anthony Sinclair, Grant Hanessian & Alexandra Dosman, Simon Batifort & Benton Heath, y Soterios Loizou. El Premio honra el Hans tardío Smit de Columbia Escuela de Ley y Andreas F. Lowenfeld De Nueva York Escuela Universitaria de Ley. Chaisse Argumenta aquello “Dado el rápidamente cambiando cybersphere, digitisation de compañías, y la previsión para inversión en infraestructura digital globalmente, las reclamaciones futuras probablemente pueden emerger. Para evitar incertidumbre y eliminar riesgo, los estados pueden proactively dirigir estos asuntos por actualizar su lengua de BIT para incluir cyber riesgo y ventajas digitales.”

## Otras actividades profesionales
Además de su enseñanza y escritura, Chaisse sienta en el Comercio y Consejo de Inversión del Foro Económico Mundial, y varios otros cuerpos aconsejables legales internacionales como la Convención de Zona Libre Mundial (WFZC) y Academia de Resolución de Disputa Internacional & Negociación Profesional (AIDRN). y de varios otros órganos asesores jurídicos internacionales, como la Convención Mundial de Zonas Francas (WFZC) y la Academia de Resolución de Disputas Internacionales y Profesionales. Negociación (AIDRN). Chaisse ha observado el uso cada vez mayor de Zonas Económicas Especiales para atraer inversión extranjera a regiones, y la posibilidad de que surjan conflictos debido a la divergencia entre la gestión local de estas zonas y sus países anfitriones, que son los actores reconocidos en el derecho internacional Chaisse también es miembro de la Corporación de Internet para la Asignación de Nombres y Números (ICANN), en la que forma parte del Grupo de Trabajo sobre la revisión de los mecanismos de protección de derechos de los gTLD y el programa de Revisión de Responsabilidad y Transparencia. Contribuyó al Informe inicial de la revisión de los mecanismos de protección de todos los derechos en el proceso de desarrollo de políticas de todos los gTLD publicado el 18 de marzo de 2020. En 2020, Chaisse abordó los desafíos económicos de la COVID-19 pandemic, citando la falta de cooperación entre los países como un problema central, y sostuvo que "mientras no haya cooperación entre ellos para decidir cuándo levantar estos controles, el efecto sobre el la economía se hará sentir durante bastante tiempo". Ha estado involucrado en la resolución de disputas importantes, en particular en Europa del Este y Asia Pacífico.

## Publicaciones
Chaisse ha publicado artículos académicos en las mejores revistas jurídicas, incluidas Stanford Journal of International Law, American Journal of International, Journal of International Economic Law, World Trade Review, Journal of World Trade.
Chaisse ha publicado muchos libros sobre diversos temas como:
- Ley Económica internacional y Governance-- Ensayos en el Honor de Mitsuo Matsushita (Londres: Oxford Prensa Universitaria, 2016)[5]
- El ASEAN Acuerdo de Inversión Comprensible: El Regionalization de Leyes y Política en Inversión Extranjera, era positivamente revisado en Revisión de Comercio Extranjero (2016)[6]
- Tratados de Inversión internacional y Arbitraje A través de Asia (Boston: Brill, Nijhoff Serie de Ley de Inversión Internacional, 2017)[27]
- Asia está Cambiando Régimen de Inversión Internacional: Sostenibilidad, Regionalization, y Arbitraje (2017)[7]
- El Control de Mercado de Servicios de Agua Global (Londres: Cambridge Prensa Universitaria, 2017)
- La estrategia de Inversión Internacional de China-- Bilateral, Regional, y Política y Ley Globales (Londres: Oxford Prensa Universitaria, 2019) era positivamente revisado en la Revista de Ley Económica Internacional y ICSID Revisión
- Sesenta Años de Integración europea y Cambios de Poder Global-- Percepciones, Interacciones y Lecciones (Londres: Hart, Estudios Modernos en Ley europea, 2020) era positivamente revisado en la Revista de Estudios de Mercados Comunes[28][29]
- Ley de vino y Política: De Nacional Terroirs a un Mercado Global (Boston: Brill, 2021)[30]